# Docketkaart
Een docketkaart is een kaart die recht geeft op – overdraagbare – fabrieksgarantie van Honda-motorfietsen.
De kaart werd ingevoerd om garantiegevallen op grijs geïmporteerde motorfietsen niet langer op de officiële importeur te kunnen afwenden.
Grijs geïmporteerde motorfietsen zijn motorfietsen die buiten de officiële importeur om gekocht worden. Meestal gaat het om custom-modellen uit de Verenigde Staten.